# Nokia N8
Nokia N8 — мобільний телефон, смартфон. Це перший телефон фірми Nokia, в який встановлено 12-мегапіксельну камеру. Nokia стверджує, що на момент появи смартфона на ринку розмір датчика камери (фізичний розмір матриці) на 30% перевищив будь-які датчики камери, які використовувалися раніше в мобільних телефонах.
Це перший смартфон Nokia, який почав працювати на новій операційній системі Symbian^3. Телефон з'явився на ринках в третьому кварталі 2010. Рекомендована ціна 370 € (499 $; 320 £) без податків.
Пристрій підтримує безліч різних типів з'єднань, а також HDMI з системою Dolby Digital Plus і Wi-Fi b/g/n. N8 став першим пристроєм з підтримкою UMTS і 3.5G радіо .

## Дизайн

### Розміри
- Розмір: 113.5 x 59 x 12.9 мм.
- Вага (з батареєю): 135 гр.
- Об'єм: 86 сс.

## Апаратне забезпечення
- Процесор RAPUYAMA (бренд нокіа) ARM11 на 680 МГц
- Медіа процесор Broadcom bcm2727 з графічним ядром (GPU) OpenGL-ES 2.0
- 16 ГБ внутрішньої пам'яті
- Гніздо для карти пам'яті MicroSDHC до 32 ГБ
- 256 MB SDRAM

### Батарея
Батарея, згідно з офіційною інформацією від Nokia, не може бути замінена користувачем . Проте замінити її легко, лише відкрутивши два гвинти . Варто, однак, врахувати, що зняття батареї протягом гарантійного терміну веде до втрати гарантії. Хоча, довести, що це сталося, буде дуже складно (при акуратному розбиранні).
- BL-4D 1200 mAh Li-Ion батарея
- У режимі розмови (максимум):
  - GSM 720 хв.
  - WCDMA 350 хв.
- У режимі очікування (максимум):
  - GSM 390 год.
  - WCDMA 400 год.
- Відтворення відео (H.264 720p, 30 fps, максимум): 6 год (через HDMI до телебачення)
- Відеозапис (H.264 720p, 25 fps, максимум): 3 год 20 хв.
- Відеодзвінок (максимум): 160 хв.
- Відтворення музики (максимум): 50 год

### Мережа передачі даних
- GPRS / EDGE Class B, multislot class 33
- HSDPA Cat9, максимальна швидкість до 10.2 Mbps; HSUPA Cat5, максимальна швидкість до 2.0 Mbps
- IEEE WLAN 802.11 b/g/n
- Підтримка TCP/IP
- Здатність служити модемом даних
- Підтримка для MS Outlook синхронізації контактів, календаря і приміток

### Можливості з'єднань
- Bluetooth 3.0
- Mini-HDMI
- Роз'єм 2 мм для зарядного пристрою
- MicroUSB (можлива зарядка)
- USB 2.0 (USB-host)
- 3.5 мм. Nokia AV
- FM радіо
- FM-трансмітер
- Wi-Fi: 802.11b/g/n (WAPI, WPA, WPA2, WEP)

### Робоча частота
- GSM/EDGE 850/900/1800/1900
- HSDPA 1700/1900/2100/850/900

- Автоматичне перемикання між з'єднаннями Wi-Fi і Edge GPRS
- Режим польоту

## Програмне забезпечення та програми

### Програмне забезпечення та інтерфейс
N8 став першим пристроєм з операційною системою Symbian^3. Вихід Symbian^3 був намічений на другий квартал 2010 року, але був перенесений на третій квартал .
Інше програмне забезпечення, що використовується в Nokia N8:
- Java MIDP 2.1
- Qt (framework) 4.6.2, Web Runtime 7.2
- HTML 4.1
- Software updates Over the Air (FOTA) and over the internet
- Flash Lite 4.0
- OMA DM 1.2, OMA Client provisioning 1.1

### Додатки
- Вбудовані програми: Календар, Контакти, Аудіоплеєр, Відео та фото редактор, Перегляд офісних документів, Радіо
- PC Додатки: Nokia Ovi Suite, Nokia Ovi Player
- Online Додатки: Nokia Ovi Store, доступ, Повідомлення, Карти Ovi, WebTV, Пошта, Чат

### Управління особистою інформацією
- Детальна контактна інформація
- Календар
- Примітки
- Диктофон
- Калькулятор
- Годинник